# Убийство Ицхака Рабина

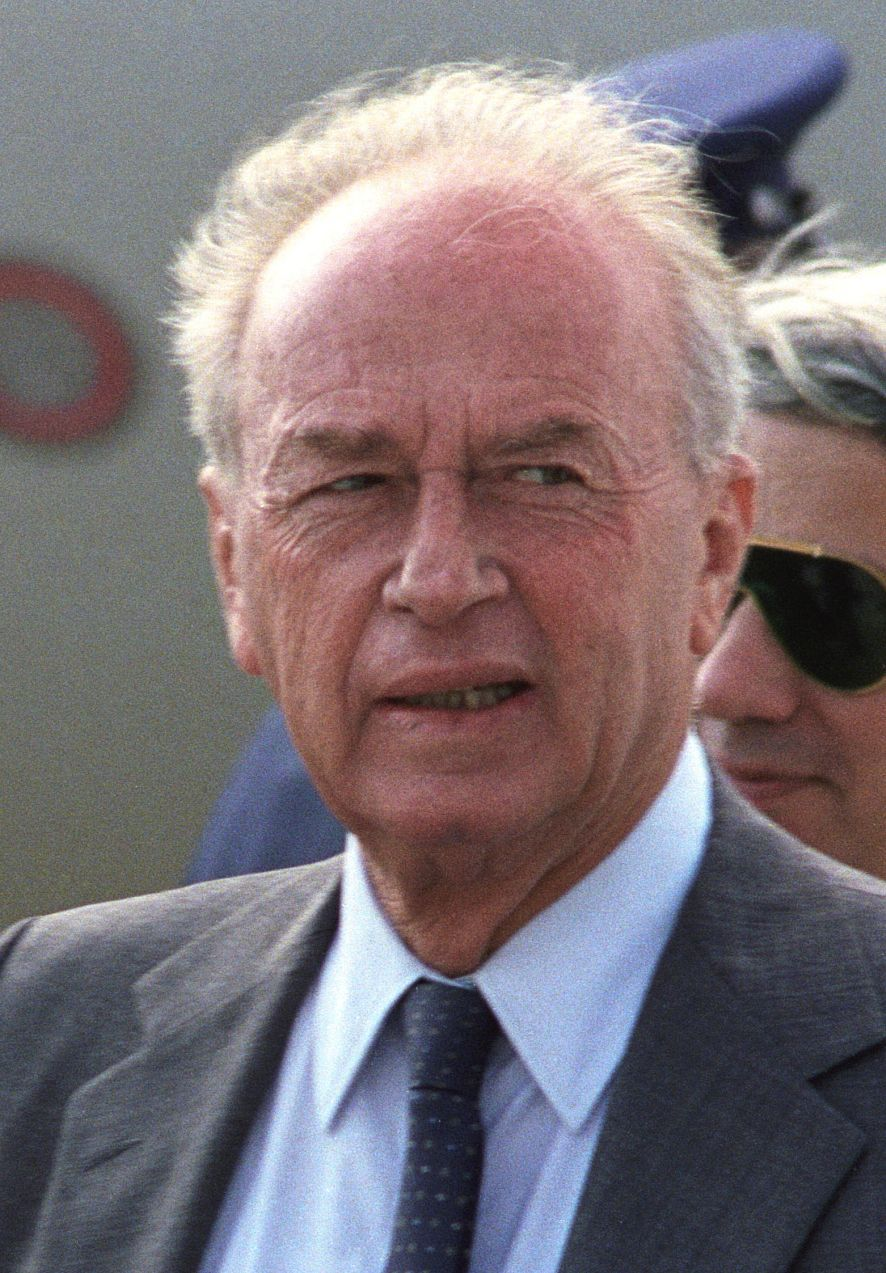
Ицхак Рабин. 1986 г.

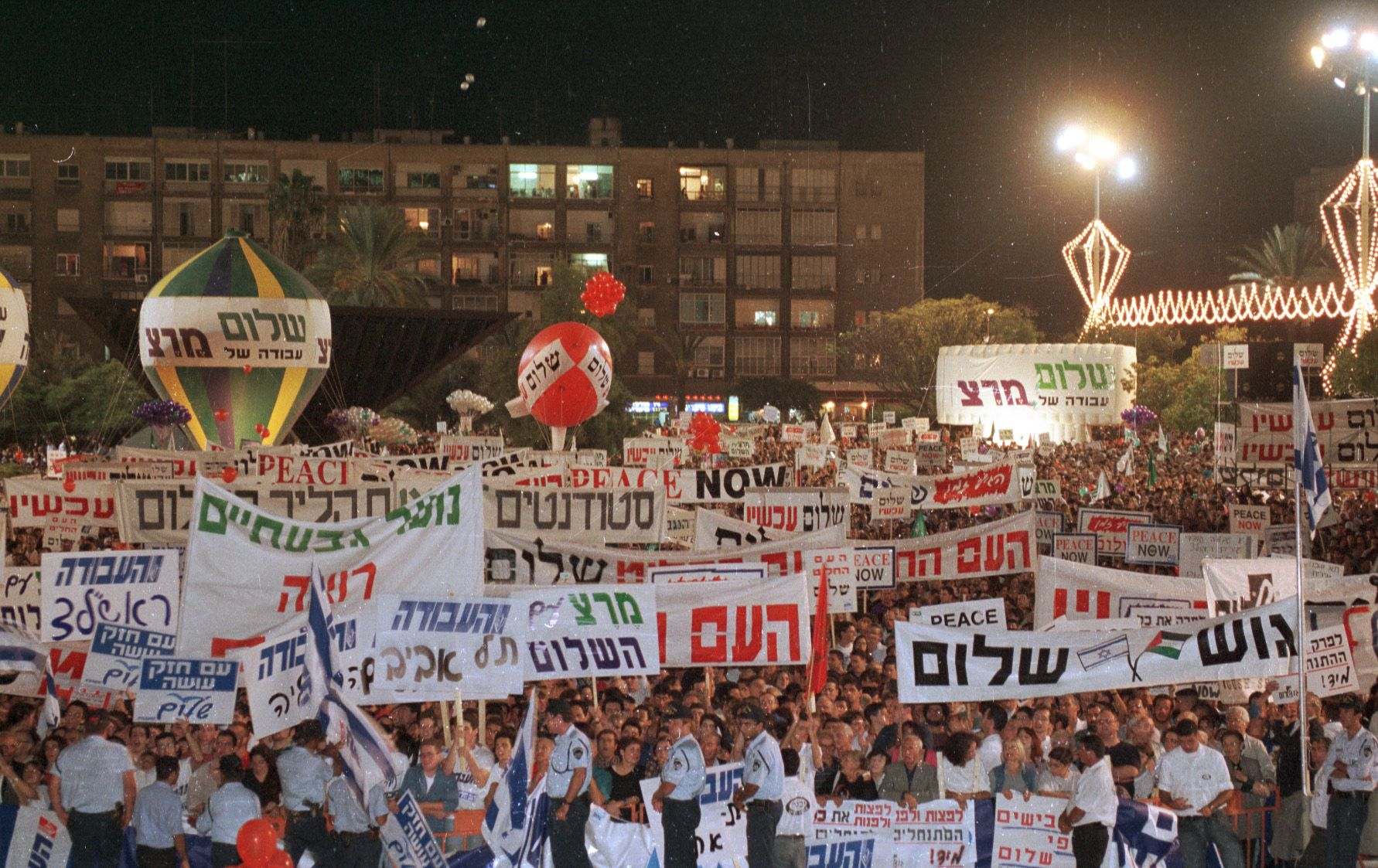
Митинг в поддержку мирного процесса, 4 ноября 1995 года. Коллекция Данна Хадани, Национальная библиотека Израиля

4 ноября 1995 года израильский политик, военный и премьер-министр Ицхак Рабин был убит на площади Царей Израиля в Тель-Авиве. Когда после выступления на многотысячном митинге в поддержку мирного процесса на площади Царей Израиля (сейчас — площадь Рабина) в Тель-Авиве Рабин подходил к своей машине, в него были произведены три выстрела. Через 40 минут он скончался от ран в больнице «Ихилов». Убийца, Игаль Амир, ультраправый религиозный и политический экстремист, мотивировал свои действия тем, что «защищал народ Израиля от соглашений в Осло».
27 марта 1996 года суд приговорил Игаля Амира к пожизненному тюремному заключению с содержанием в одиночной камере.
Убийство Рабина произвело значительный резонанс как в Израиле, так и в мире. На его похороны прилетели главы ряда государств, включая президента США Билла Клинтона, президента Египта Хосни Мубарака и короля Иордании Хусейна.
Рабин был похоронен на горе Герцля в Иерусалиме.

## Реакция в обществе

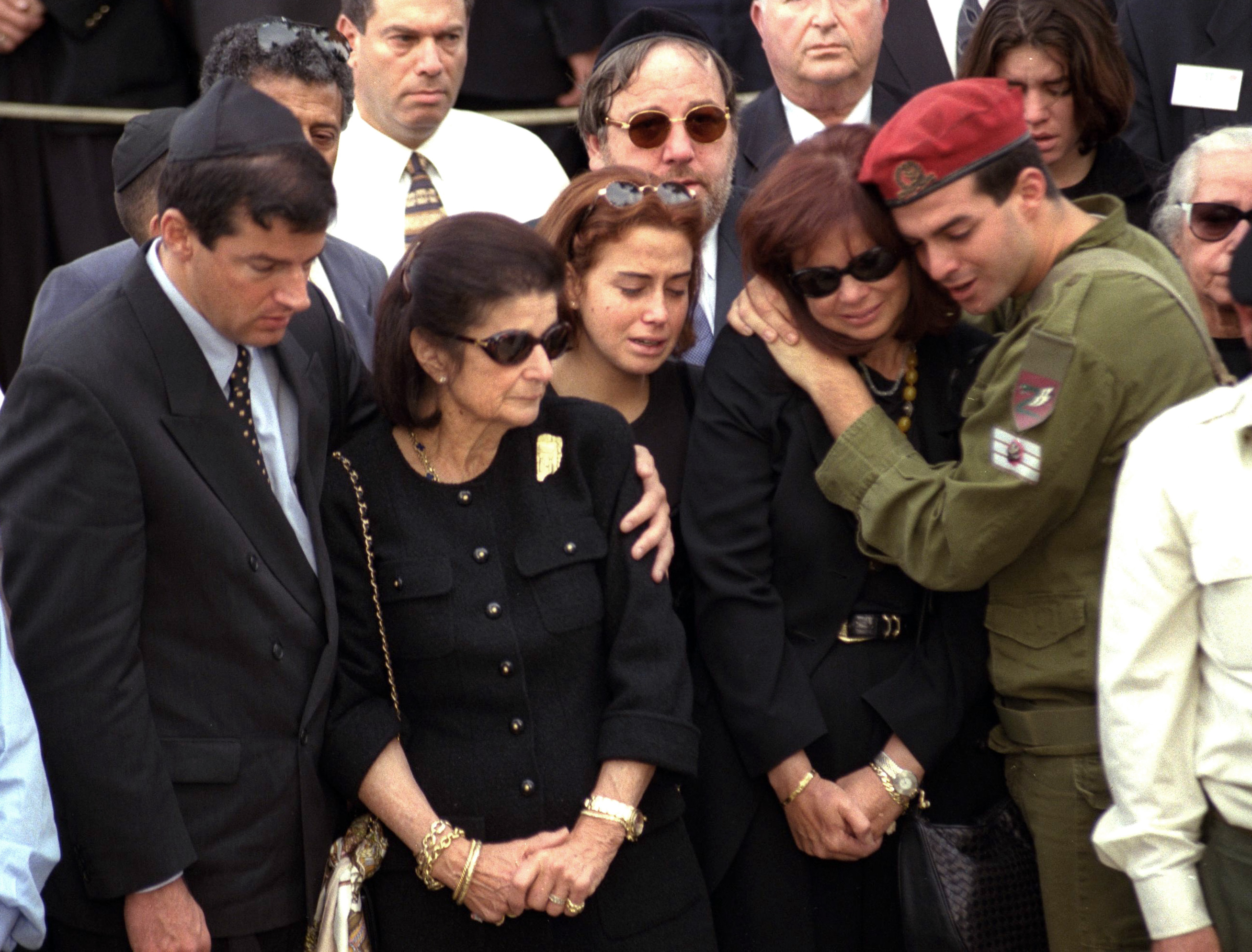

После убийства Ицхак Рабин стал национальным символом для израильского левого лагеря. На волне всеобщего возмущения была забыта низкая популярность его политики: опросы показали, что если бы выборы происходили сразу после убийства, преемник Рабина Шимон Перес получил бы 60 % голосов, а лидер оппозиции Биньямин Нетаньяху — 28 %, соотношение в Израиле невиданное за последние 30 лет.
Общая солидарность в осуждении убийства была омрачена тем, что влиятельные левые круги в СМИ возлагали моральную ответственность за это преступление на весь национальный лагерь, и в первую очередь — религиозных сионистов (поскольку Игаль Амир идеологически принадлежал к этому лагерю), следствием чего стала волна нападок на лагерь политических противников Рабина, вызвавшая позже ответную реакцию и усилившая раскол в израильском обществе.

## Память о Рабине

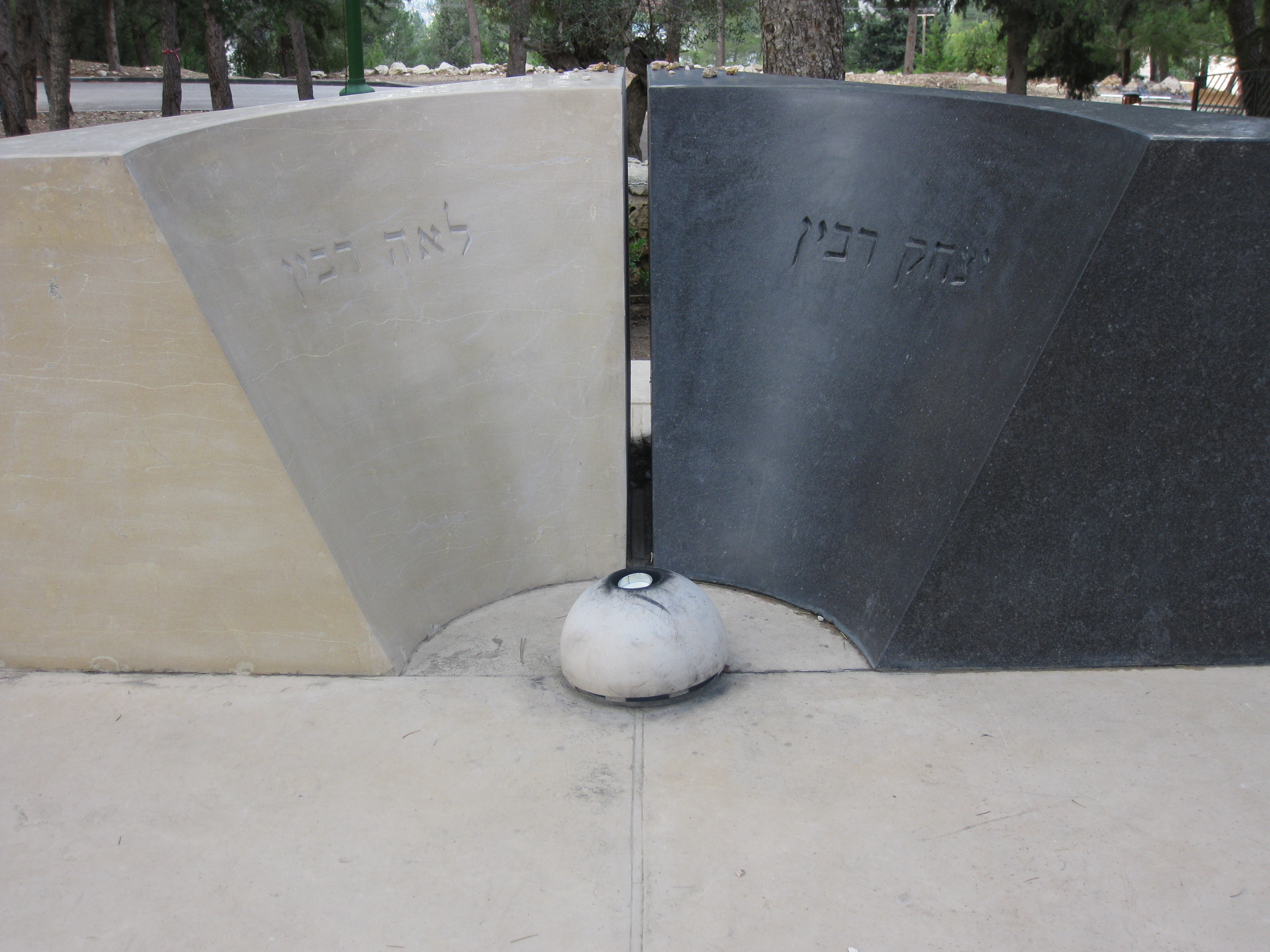
Могила Ицхака Рабина и его жены Леи Рабин на горе Герцля в Иерусалиме.

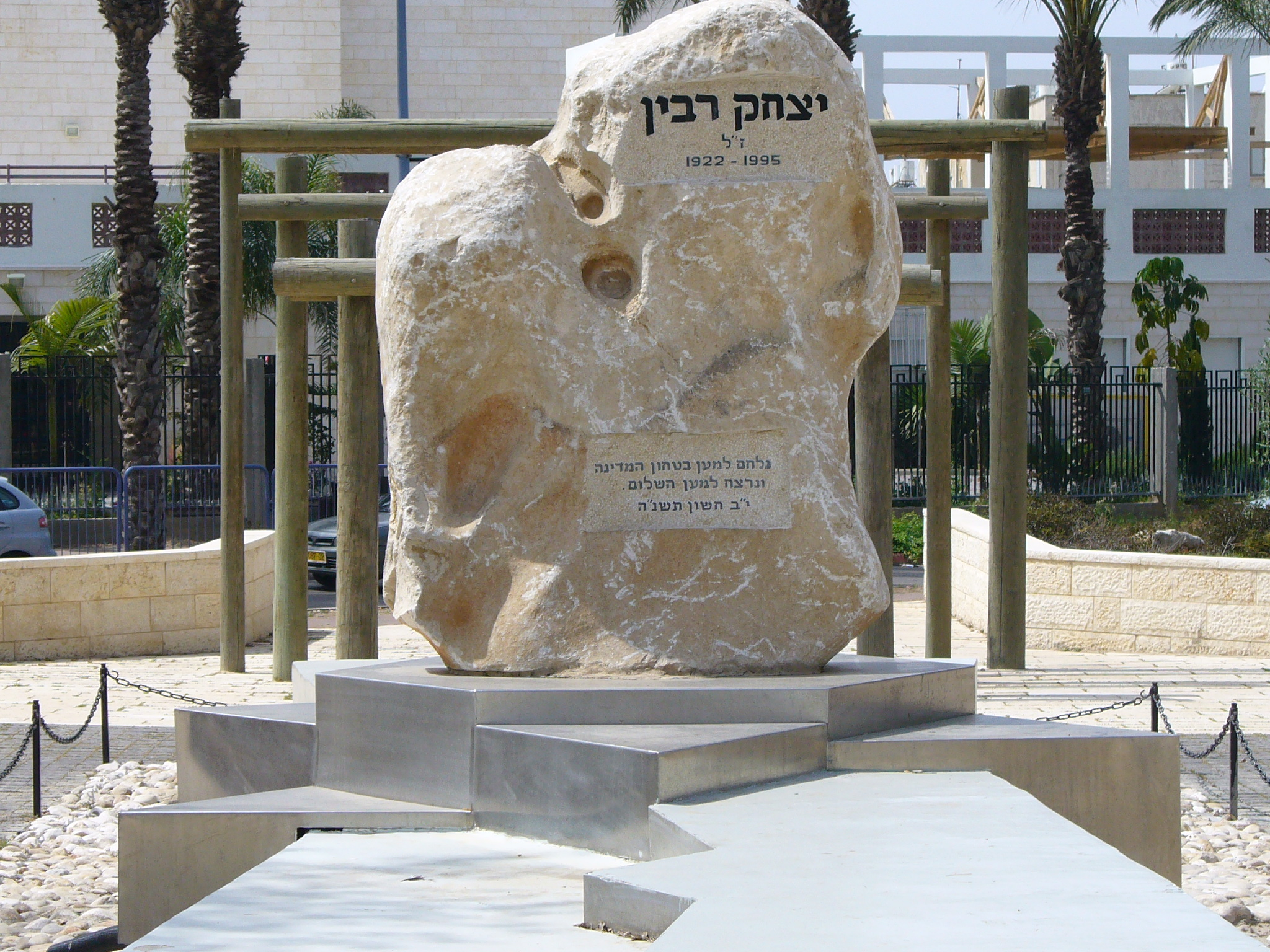
Мемориал Рабину в Акко, «Врата Мира»

Законом о Дне Памяти от 1997 года постановлено, что 12-й день месяца Хешван по еврейскому календарю станет официальным днем памяти Ицхака Рабина.
К концу 2007 года имя Ицхака Рабина носили: 28 школ; 8 учебных городков; 26 проспектов, улиц, дорог и мостов; 14 районов, 13 микрорайонов (из них 4 в Тель-Авиве); 12 садов, бульваров и деревьев, посаженных в честь покойного премьера; 11 площадей; 10 зданий и комплексов, в том числе театр; 7 парков; 3 общественных центра; 3 факультета (в Хайфе и Иерусалиме); 2 правительственных городка (в Хайфе и Нацерете); 2 синагоги; 2 спортивных комплекса; 2 отделения травматологии; 1 населенный пункт (Цур-Ицхак, который возводится в настоящее время рядом с поселком Цур-Игаль); 1 военная база; 1 торговый комплекс (в Кирьят-Оно); 1 больница; 1 электростанция; КПП в Эйлате на границе с Иорданией. Помимо всего этого, в Тель-Авиве построен огромный Центр изучения наследия Рабина.

## Альтернативные версии
Убийство Рабина породило разнообразные слухи и толки. Игаль Амир был членом подпольной ультраправой экстремистской организации «Эйаль» (Львы Иудеи), что породило предположения о существовании заговора.
Различные источники как в Израиле, так и за рубежом указывали на несоответствия в официальной версии убийства и высказывали удивление по поводу того, что Шабак (Служба безопасности) не смог предотвратить случившееся, что породило многочисленные слухи о возможной причастности к убийству лиц из высшего эшелона политики и служб безопасности.
Шабак официально озвучил версию об убийце-одиночке, чьи действия невозможно было предвидеть, однако эта версия вызвала многочисленные нарекания.
Особое внимание вызвал тот факт, что ближайшим другом убийцы был агент «Шабака» Авишай Равив, знавший, судя по показаниям свидетелей, о планах Амира, но так и не преданный суду, несмотря на многочисленные требования общественных и политических кругов. В результате появились многочисленные версии заговора с целью убийства; были опубликованы статьи и изданы книги с изложением версий, отличных от официальной.
Одну из версий развивает Барри Хамиш в своей книге «Кто действительно убил Рабина?». В частности, им выдвинута версия, что Амир был агентом израильских спецслужб, которые пытались помочь Рабину на приближающихся выборах и решили использовать покушение как фактор, влияющий на их результаты. Амир получил от спецслужб «ненастоящие» пули, но заменил их настоящими. По этой причине ему дали приблизиться к Рабину на минимальное расстояние. Амир этим воспользовался, и убийство состоялось.
По другой версии, покушение на Рабина было спланировано Шимоном Пересом, вторым человеком в «Аводе». Эта версия обвиняет сами спецслужбы в том, что они самовольно подменили холостые патроны Амира на настоящие, несмотря на изначальный план Переса. Слух о холостых патронах основан на том, что кто-то из толпы пытался успокоить всех криком о том, что патроны ненастоящие.
Тем не менее, назначенная правительством комиссия под руководством Меира Шамгара, бывшего председателя Верховного суда Израиля, не нашла оснований для подтверждения этих версий.

## Последняя речь

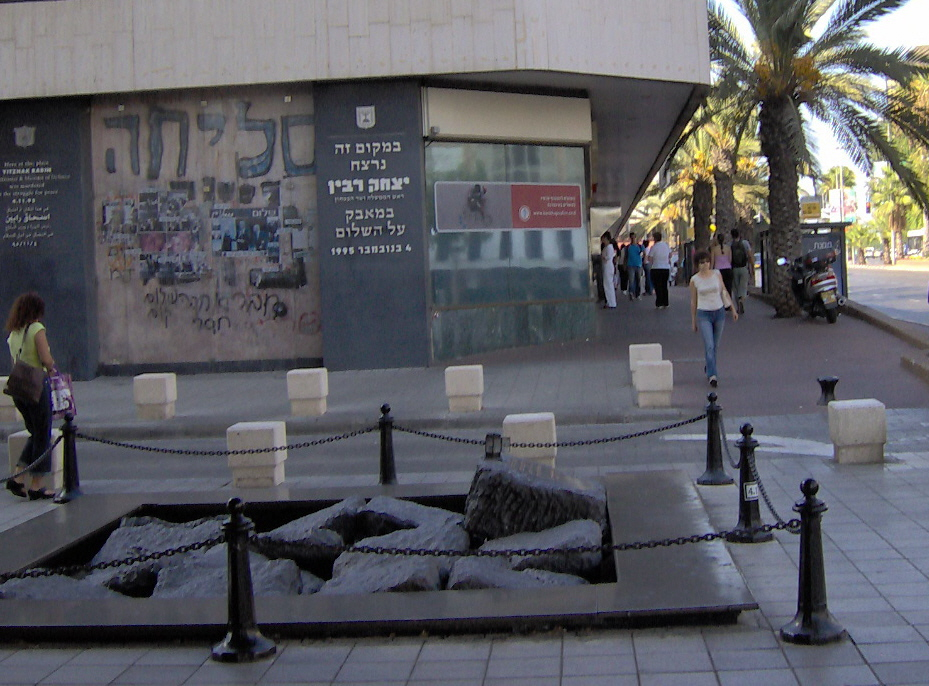
Мемориал на месте убийства Рабина в Тель-Авиве. Мемориал составлен из разбитых камней и олицетворяет собой «политическое потрясение, коим явилось для Израиля убийство Рабина»

Из последней речи, произнесённой Рабином во время демонстрации в поддержку мирного процесса на площади Царей Израиля, Тель-Авив, 4 ноября 1995 года.
| Мне хочется поблагодарить каждого из вас, пришедших сюда, чтобы сказать "НЕТ" насилию и "ДА" миру. Я прослужил в армии двадцать семь лет. Я воевал до тех пор, пока не блеснула первая надежда на мир. Сегодня я верю, что есть шанс, и весьма реальный. Я всегда верил, что большинство народа стремится к мирной жизни, и сам готов пожертвовать многим ради этого. Но прежде всего — сам израильский народ доказал, что мир возможен. Нужно много молиться, чтоб наступил мир, однако одних молитв мало. Мир наступит, когда он станет истинным и единственным стремлением нашего народа. Мирный процесс связан с трудностями, иногда с очень большой болью. Безболезненных путей у нашего народа не осталось, однако мирный путь лучше тропы войны. Ицхак Рабин, 4 ноября 1995 года |

## Фильм «Подстрекательство»
В 2019 году был снят израильский фильм «Подстрекательство». Через 24 года после убийства Рабина, его убийца Игаль Амир предстал героем художественного фильма, рассказавшего о нём, как о рациональном человеке, осознанно разрушившем,  убийством выбранного народом представителя, израильскую демократию .